# Polinices hepaticus
Polinices hepaticus (denominada, em inglês, brown moon snail) é uma espécie predadora de molusco gastrópode marinho do oeste do oceano Atlântico, pertencente à família Naticidae da ordem Littorinimorpha. Foi classificada com o nome Albula hepatica por Peter Friedrich Röding, em 1798, na obra Museum Boltenianum sive Catalogus cimeliorum e tribus regnis naturae quae olim collegerat Joa. Fried. Bolten M. D. p. d. Pars secunda continens Conchylia sive Testacea univalvia, bivalvia et multivalvia.

## Descrição da concha e hábitos
Concha de coloração castanha a amarelada, em sua superfície polida e ovalada, dotada de espiral baixa de até três voltas; com até 5.1 centímetros de comprimento, quando desenvolvida. Por baixo é visível um umbílico, próximo à sua columela branca e seu lábio externo, que é fino; com abertura, próxima, também branca. Opérculo córneo, fechando totalmente a abertura semicircular da sua concha.
É encontrada em águas rasas da zona entremarés e zona nerítica, da areia rasa, entre rochas, até os 15 metros de profundidade, procurando sua alimentação de moluscos Bivalvia. Também pode ser encontrada em ambientes de estuário.

## Distribuição geográfica
Polinices hepaticus ocorre no oceano Atlântico, entre a costa da Flórida, nos Estados Unidos, ao México e América Central; Grandes Antilhas, leste da Colômbia e Venezuela, no mar do Caribe, até a região sul do Brasil. Esta espécie pode ser encontrada nos sambaquis brasileiros, do Rio de Janeiro até Santa Catarina, tendo importância arqueológica desconhecida.

## Etimologia
Enquanto a sua etimologia de gênero, Polinices, é um personagem da mitologia grega, o seu epíteto específico latino, hepaticus, descreve algo com a cor do fígado.